# Небојша Неца Голубовић
Небојша Неца Голубовић је измишљени лик из серије Срећни људи и филма Срећни људи: Новогодишњи специјал. Лик је измислио Синиша Павић, а тумачио Јанко Миливојевић.

## Биографија
Неца је рођен 1985. и живи у Београду. Живи са оцем Вукашином, мајком Лолом, сестром Ђином, дедом Аранђелом и бабом Риском. Ученик је првог или другог разреда основне школе. Када му је отац Вукашин за рођендан поклонио пса, којем је дао име Сима, Неца је постао веома везан за њега и веома тешко му је пало када се једног дана изгубио. На крају је ипак, стицајем околности успео да пронађе свог пса.